# Museu Regional Carlos Machado

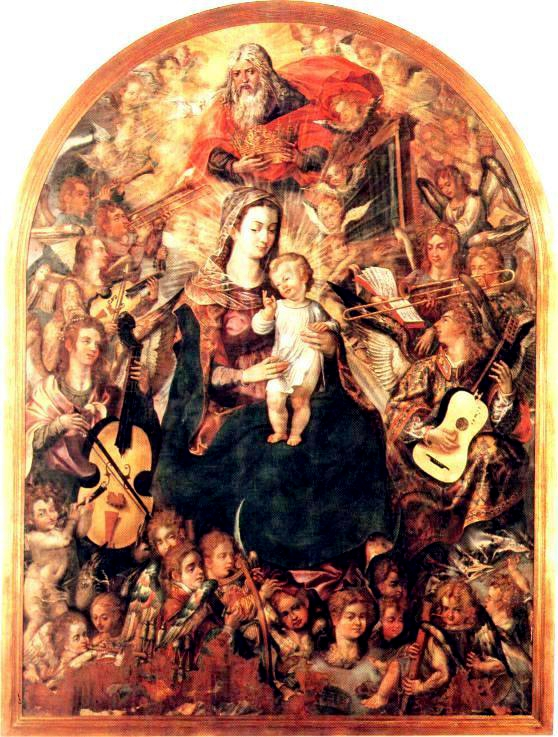
A Coroação da Virgem de Vasco Pereira Lusitano (1535-1609), uma das mais valiosas obras do acervo do Museu Carlos Machado.

O Museu Carlos Machado localiza-se na cidade de Ponta Delgada, na Ilha de São Miguel (Açores), sendo o mais antigo museu do arquipélago, fruto do  desenvolvimento do antigo Museu Açoriano, fundado em 1876 pelo professor e naturalista Carlos Maria Gomes Machado. Presentemente é um dos museus de âmbito regional sob administração do Governo dos Açores, contando com um valioso espólio que inclui colecções etnográficas, de História Natural (botânica e zoologia), de escultura e pintura. Entre estas últimas, avultam as obras do escultor Canto da Maia e dos pintores Duarte Maia, Marciano Henriques da Silva, Raimundo Machado da Luz e Domingos Rebelo.
O Museu Carlos Machado dispõe no presente de três núcleos expositivos:
- Antigo Convento de Santo André
- Núcleo de Arte Sacra na Igreja de Todos os Santos
- Núcleo de Santa Bárbara

## História

### O Gabinete de História Natural
A necessidade de se fundar um museu em Ponta Delgada começou a ser discutida logo após a implantação do Liberalismo, na sequência do surto de desenvolvimento que a cidade conheceu após ter assumido o papel de capital de distrito, liberta da tutela da Capitania Geral instalada em Angra. Sugestões nesse sentido foram sendo adiadas até ao período em que António Feliciano de Castilho residiu na cidade e pugnou pela criação de uma instituição museológica, gerando-se um forte movimento nesse sentido, centrado na Sociedade dos Amigos das Letras e Artes. Contudo, apesar de se terem organizado duas grandes exposições de Artes e Indústrias e da Sociedade ter criado um gabinete de numismática, uma galeria de estampas, uma colecção de gravuras e uma biblioteca, com a partida de Castilho o entusiasmo foi arrefecendo e mais uma vez as intenções se goraram.
Passaram-se mais algumas décadas, até que Carlos Maria Gomes Machado, então reitor do Liceu de Ponta Delgada e professor de Introdução à História Natural, retomou a ideia, agora essencialmente voltada para a História Natural. As primeiras colecções foram reunidas a partir de 1876, quando Carlos Machado criou, inicialmente para apoio à sua disciplina, um gabinete zoológico e mineralógico que servisse, também, de local de estudo e investigação das espécies açorianas. No campo museológico, esta foi a primeira iniciativa a ter sucesso nos Açores, o que faz do Gabinete de História Natural de Ponta Delgada o decano dos museus açorianos.
Organizado ainda sob o espírito oitocentista de criação de "gabinetes" zoológicos, botânicos e mineralógicos, as colecções que deram origem ao actual departamento de História Natural do Museu Carlos Machado, foram progressivamente enriquecidas e, aquele que inicialmente era um museu de âmbito escolar, foi-se progressivamente autonomizando e abrindo aos estudiosos da ilha e à comunidade científica internacional.
Este desenvolvimento reflectiu a mentalidade científica do século XIX e o grande interesse pelas ilhas então demonstrado pelos naturalistas, muito influenciado pela divulgação da teoria da evolução das espécies de Charles Darwin, a prova da qual colocava inicialmente grande ênfase no estudo da especiação em ambientes insulares isolados. Outros factores determinantes para o êxito do projecto foram as campanhas oceanográficas do príncipe Alberto I do Mónaco e do rei D. Carlos I de Portugal, que tiveram amplo eco local, associadas ao aparecimento de uma elite culta e abastada na ilha de São Miguel, resultante do próspero comércio da laranja.

### O Museu Açoreano
Em resultado da iniciativa de Carlos Machado, a 10 de Junho de 1880, por ocasião das celebrações do tricentenário da morte de Luís de Camões, foi inaugurado o então denominado Museu Açoreano, expondo diversas colecções de Ciências Naturais, nomeadamente, Zoologia, Botânica, Geologia e Mineralogia, com espécimes maioritariamente oriundas do arquipélago dos Açores e hoje consideradas históricas. O Museu Açoreano ficou instalado nas dependências do extinto Convento de Nossa Senhora da Graça de Ponta Delgada, que também albergava o Liceu
O património inicial do Museu, essencialmente constituído pela colecção pessoal de Carlos Machado e por aquisições feitas para o Liceu, foi sendo progressivamente enriquecido com o apoio de vários membros da elite micaelense, entre os quais António Borges de Medeiros Dias da Câmara e Sousa (1.º marquês da Praia e Monforte), o naturalista Francisco de Arruda Furtado, o Dr. Bruno Tavares Carreiro, o coronel Francisco Afonso Chaves e Jacinto da Silveira Gago da Câmara (2.º conde de Fonte Bela). Deve-se a este último a oferta da colecção de Etnografia Africana e o apoio financeiro que permitiu suportar as despesas com a deslocação de Manuel António de Vasconcelos a Lisboa, onde cursou taxidermia.
O Museu também conseguiu o apoio entusiástico de muitos naturalistas amadores de outras ilhas dos Açores e de vários membros destacados da comunidade científica internacional.
Em resultado do aumento de seu património, o espólio do museu foi distribuído por diversos espaços do Convento de Nossa Senhora da Graça, onde estava instalado o Liceu e se encontravam os exemplares de Zoologia e Etnografia, e um edifício da Alameda de D. Pedro IV, no Relvão, onde passaram a ser expostas as colecções de Pintura, Botânica, Mineralogia, Geologia e a Biblioteca.
O Museu Açoreano foi mantido até 1886 com um subsídio cedido pela Junta Geral do Distrito de Ponta Delgada, e por uma doação anual de Jacinto Inácio Rodrigues da Silveira, o 1.º barão da Fonte Bela. A 25 de Outubro de 1890 o Museu passou ao Município de Ponta Delgada que, com a ajuda da Junta Geral, continuou o seu financiamento.

### A formação das coleções de Etnografia e de Arte
Tendo viveu as suas primeiras décadas essencialmente devotado às colecções botânicas (reunindo um herbário de grande valor científico), zoológicas e de minerais e rochas, as secções etnográficas e de Arte foram iniciados em 1912, quando o Dr. Luís Bernardo Leite de Ataíde foi convidado a integrar a equipa directiva do Museu.
Foi então desenvolvida a incipiente Secção de Arte e orientado o crescimento da Secção de Etnografia através da recolha de uma diversificada colecção de ferramentas e objectos da vida quotidiana do mundo rural açoriano. A partir desse período iniciaram-se as exposições de pintura, contando com artistas locais e do exterior do arquipélago, com as resultantes ofertas e aquisições a constituírem o núcleo inicial de pintura, escultura e artes decorativas da instituição. Para as aquisições e para a sustentação do museu, para além das instituições oficiais, a instituição contou com a generosidade de alguns mecenas, entre os quais se destacou, por sua generosidade, Aires Jácome Correia, o 1.º marquês de Jácome Corrêa.
Deste núcleo inicial de pintura destacam-se obras de Carlos Reis, Veloso Salgado, Ezequiel Pereira, António Saúde e Ernesto Condeixa. Este último registou minuciosamente a visita régia de 1901 aos Açores pelo rei D. Carlos I de Portugal e pela rainha D. Amélia de Orleães. O trabalho foi produzido por encomenda de Aires Jácome Correia, resultando numa notável colecção pictórica, a maior parte da qual se encontra no Palácio de Santana, então a sua residência particular, hoje residência oficial do Presidente do Governo dos Açores.
Com o impulso de Luís Bernardo Leite de Ataíde, o Museu Açoreano entrou numa fase de franco crescimento e consolidação. Foi nesse contexto propício, que a partir de 1914 passou a denominar-se Museu Carlos Machado, em homenagem ao seu fundador.

### O Museu Carlos Machado
Ao longo da década seguinte, para além do crescimento das colecções de arte, alimentadas pelas exposições e outras iniciativas culturais lideradas pela instituição, foi a Secção de Etnografia a que mais cresceu.
Vivia-se um período de intenso regionalismo, em que a intelectualidade açoriana procurava, embora num contexto e num enquadramento diferente daquele que viria a ser dado ao termo nemesiano, as raízes da açorianidade. Foi no contexto deste Movimento Regionalista, alimentado pelos trabalhos do influente etnógrafo José Leite de Vasconcelos, que o crescimento das colecções etnográficas, ligadas ao desejo de preservar e valorizar da cultura popular, ganhou ímpeto.
Na condução e no crescimento desta secção foram determinantes Luís Bernardo  Leite d'Athayde, e, mais tarde, o Alfredo Bensaúde e Armando Côrtes-Rodrigues. São de destacar as obras de carácter regionalista do pintor Domingos Rebelo, mais tarde adicionadas à colecção de arte no contexto deste impulso em prol do regionaismo.

### O Convento de Santo André

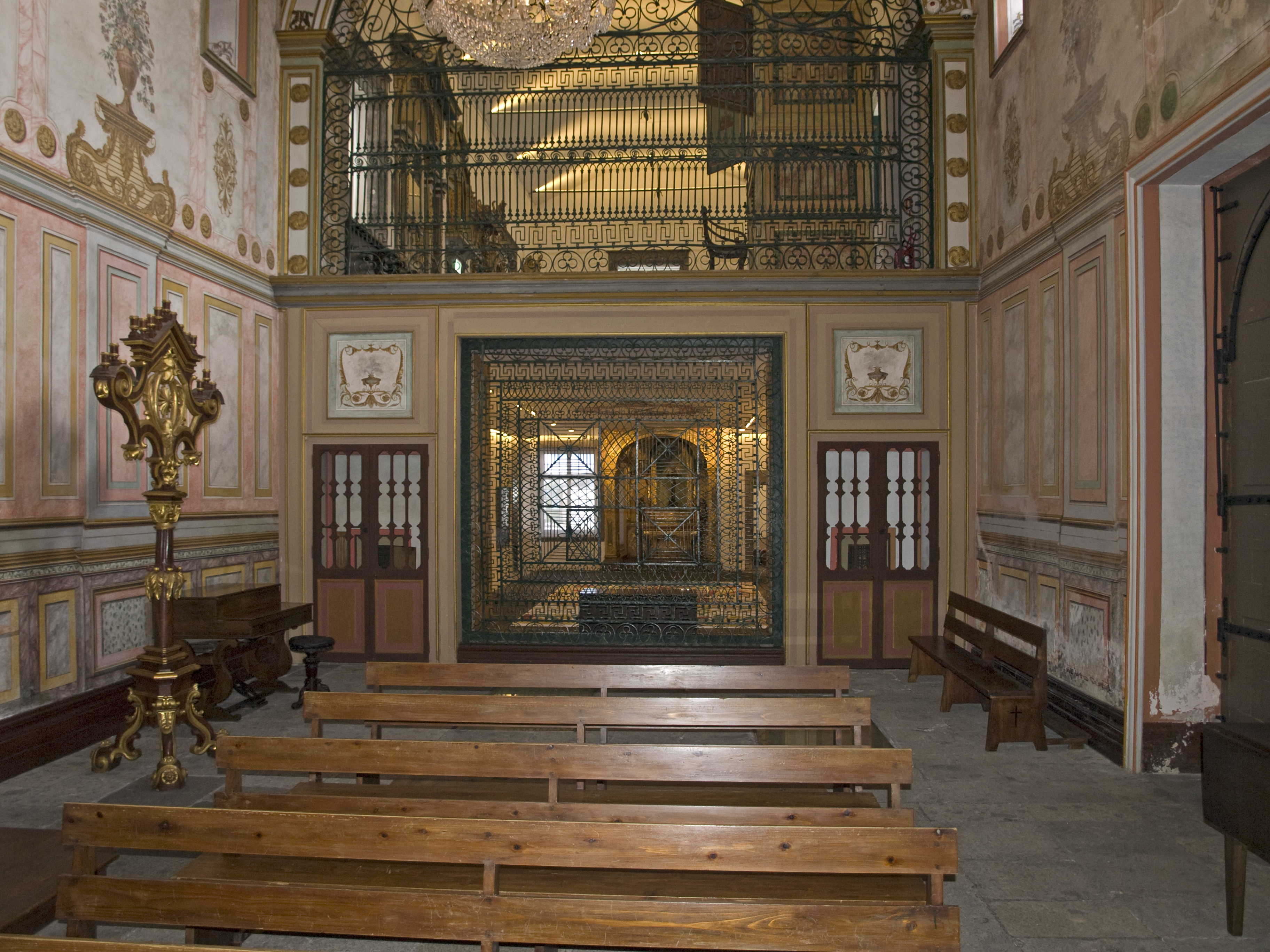
Igreja do convento

Com o crescimento das colecções, a questão das instalações transformou-se no principal problemas a resolver. Foi assim que em 1928 foi apresentada à Junta Geral a proposta de aquisição do edifício do extinto Convento de Santo André, um dos mais históricos imóveis de Ponta Delgada, para nele serem reunidas todas as colecções que constituíam o espólio do Museu.
O antigo Convento de Santo André, primeiro padroeiro da cidade de Ponta Delgada, é um imóvel cuja história remonta ao século XVI, pois foi fundado em 1567 por Diogo Vaz Carreiro e sua mulher Beatriz Rodrigues Camelo. Foi entregue às freiras da Ordem de São Francisco em 1577, sendo a segunda casa de clarissas erecta em Ponta Delgada. O edifício é um dos mais belos exemplares da arquitectura conventual açoriana, mantendo intacta, apesar das intervenções sofridas ao longo dos séculos, a sua a estrutura básica e a sua belíssima igreja conventual. Depois de muitas hesitações e dificuldades, a maior das quais foi o estado de degradação em que se encontrava o imóvel, o Museu mudou-se para as instalações em 1930, adquirindo assim o seu actual espaço e configuração geral.
Depois de instalado no seu actual edifício, o Museu foi-se consolidando e enriquecendo as suas colecções, primeiro sob a égide da Junta Geral do Distrito Autónomo de Ponta Delgada e depois de 1976 do Governo Regional dos Açores. É hoje uma instituição notável, detentora de um património sem rival nos Açores. Para além de Carlos Machado e Luís Bernardo Ataíde, estiveram ligados e notabilizaram-se na direcção do Museu, em muito contribuindo para a sua actual configuração, José Maria Álvares Cabral, Nestor de Sousa e António Manuel Oliveira.
O antigo Convento de Santo André está classificado como Imóvel de Interesse Público desde 1953.

## O Museu hoje

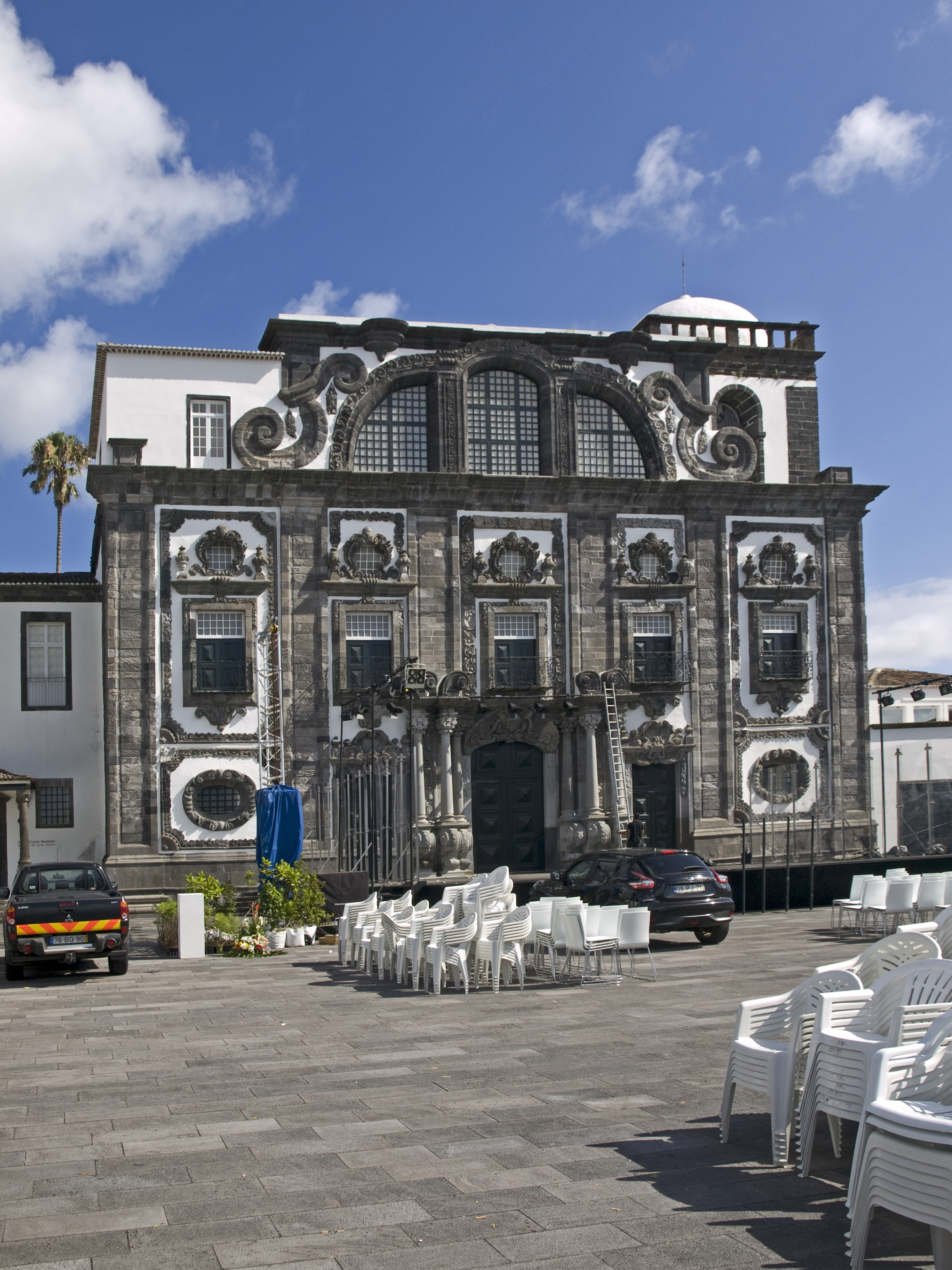
Igreja do Colégio

As actuais colecções do Museu Carlos Machado, sem prejuízo de colecções menores na área da epigrafia, das tecnologias agro-industriais e das artes decorativas, repartem-se por quatro núcleos principais: História Natural, Arte, Arte Sacra e Etnografia.
As colecções de História Natural reportam-se à fundação do museu, no final do século XIX, e reflectem o espírito científico da época. Incluem exemplares de diferentes partes do globo, embora predominem os espécimes açorianos. Existem notáveis colecções de peixes, crustáceos, aves, mamíferos, moluscos, insectos, aracnídeos, répteis, flora, geologia e mineralogia. Boa parte da colecção ainda apresenta as etiquetas originais do fundador.
A colecção de Arte está organizada em núcleos de Pintura e Escultura. No núcleo de Pintura, destacam-se pela sua importância as telas de José António Benedito Soares da Gama de Faria de Barros, o morgado de Setúbal, dos finais do século XVIII, obras doadas ao museu pela micaelense Maria Francisca Borges de Medeiros Dias da Câmara, a condessa de Cuba. Outra colecção notável são as obras oitocentistas do pintor micaelense Marciano Henriques da Silva, pintor régio de D. Luís I de Portugal. Outras colecções notáveis são as obras dos pintores amadores Viçoso May e Duarte Faria e Maia. Já do século XX, para além dos artistas açorianos Domingos Rebelo, António Dacosta, Carlos Carreiro, José Nuno da Câmara Pereira e Tomás Vieira, destacam-se alguns exemplares de pintura contemporânea portuguesa, que alargam a vocação regional do museu. Entre esses contam-se, numa pequenas mas já significativa colecção de arte contemporânea portuguesa, obras de Eduardo Nery, Noronha da Costa, João Hogan, Maria Inês Ribeiro da Fonseca (Menez), Paula Rego, Artur do Cruzeiro Seixas, Mário Cesariny e Nikias Skapinakis.
Na secção de Escultura destacam-se as obras de Ernesto Canto da Maia, e com menor representação, dos escultores micaelenses Xavier Costa e Numídico Bessone. Importantes é também a colecção de elementos escultóricos provenientes de antigos edifícios, com destaque para as pedras heráldicas e para as decorações de varandas e cornijas.
Os elementos mais importantes da colecção de Arte Sacra são as tábuas quinhentistas da Oficina de Coimbra e o Políptico dos Santos Mártires Veríssimo, Máxima e Júlia, obra esta oferecida ao Museu pelos herdeiros de Vasco Bensaúde. Do núcleo de pinturas da Igreja do Colégio dos Jesuítas de Ponta Delgada, destaca-se a Coroação da Virgem, da autoria de Vasco Pereira Lusitano (1535-1609), pintado em Sevilha em 1604, e as pinturas que representam passos da vida de São Francisco Xavier, atribuídas a Bento Coelho da Silveira (1620-1708). A colecção inclui ainda um conjunto de alfaias sacras, incluindo peças significativas de ourivesaria e esculturas em marfim.
No núcleo de Etnografia, o maior do Museu, estão incluídas colecções referentes à cultura popular de São Miguel, com destaque para as actividades mais significativas da vida rural. Entre os primeiros objectos recolhidos, avultam os relativos à actividade agrícola, à pesca e à olaria tradicional. Está também presente a reconstituição do interior de uma casa tradicional micaelense, com uma cozinha rural e um quarto de cama de casal. Estão ainda presentes elementos referentes a etno-tecnologias que existiram na Ilha, como a arte de sapateiro, carpinteiro, marceneiro, da cestaria ou da fiação e tecelagem. A actividade agrícola, com as típicas alfaias micaelenses e o seu arado, o carro de bois e o sacho de cabo curto estão bem representadas. Os labores domésticos, as rendas e bordados, e as tecnologias a eles ligadas estão bem presentes. O mesmo acontece com a religiosidade popular doméstica, com as lapinhas, bonecos de presépio e registos religiosos. Há também uma boa colecção de brinquedos tradicionais.
Em 2004 o Museu Carlos Machado foi alargado com a incorporação da valiosa igreja do antigo Colégio dos Jesuítas de Ponta Delgada (Igreja do Colégio), entretanto recuperada e adaptada a para albergar a colecção de arte sacra, e um espaço anexo, onde se encontra exposto parte do espólio de Natália Correia e uma galeria para exposições temporárias. O vizinho Recolhimento de Santa Bárbara foi recentemente restaurado e adaptado para ser um novo espaço do Museu.